# Грег Тейлор
Грег Тейлор (англ. Greg Taylor, нар. 5 листопада 1997, Грінок) — шотландський футболіст, захисник клубу «Селтік» та національної збірної Шотландії.

## Клубна кар'єра
Народився 5 листопада 1997 року в місті Грінок. Вихованець юнацьких команд футбольних клубів «Рейнджерс» та «Кілмарнок». 14 травня 2016 року в матчі проти «Данді Юнайтед» він дебютував у шотландській Прем'єр-лізі у складі останнього. З сезону 2016/17 став основним гравцем команди, в якій провів три сезони, взявши участь у 112 матчах чемпіонату.
2 вересня 2019 року Тейлор перейшов у «Селтік», підписавши чотирирічну угоду. За підсумками сезону 2019/20 Тейлор з командою виграв усі три внутрішні трофеї — чемпіонат та Кубок Шотландії, а також Кубок шотландської ліги. Станом на 29 травня 2021 року відіграв за команду з Глазго 38 матчів в національному чемпіонаті.

## Виступи за збірні
2017 року у складі юнацької збірної Шотландії (U-20) взяв участь у Турнірі в Тулоні, де зіграв у 5 іграх і забив 1 гол, здобувши з командою бронзові нагороди і був включений до символічної збірної турніру.
Протягом 2017–2018 років залучався до складу молодіжної збірної Шотландії. На молодіжному рівні зіграв в 11 офіційних матчах.
11 червня 2019 року дебютував в офіційних матчах у складі національної збірної Шотландії в грі відбору на чемпіонат Європи 2020 року проти Бельгії (0:3)
У травні 2021 року Тейлор був включений до заявки збірної на чемпіонат Європи 2020 року

## Статистика виступів

### Статистика клубних виступів
Станом на 29 травня 2021
| Сезон                 | Клуб                  | Чемпіонат             | Чемпіонат | Чемпіонат | Національний кубок | Національний кубок | Національний кубок | Континентальні кубки | Континентальні кубки | Континентальні кубки | Суперкубки | Суперкубки | Суперкубки | Усього | Усього |
| Сезон                 | Клуб                  | Ліга                  | Ігор      | Голів     | Ліга               | Ігор               | Голів              | Ліга                 | Ігор                 | Голів                | Ліга       | Ігор       | Голів      | Ігор   | Голів  |
| --------------------- | --------------------- | --------------------- | --------- | --------- | ------------------ | ------------------ | ------------------ | -------------------- | -------------------- | -------------------- | ---------- | ---------- | ---------- | ------ | ------ |
| трав. 2016            | «Кілмарнок»           | ШП                    | 1+1       | 0         | КШ+КЛ              | -                  | -                  | -                    | -                    | -                    | -          | -          | -          | 2      | 0      |
| 2016–17               | «Кілмарнок»           | ШП                    | 34        | 0         | КШ+КЛ              | 1+3                | 0                  | -                    | -                    | -                    | -          | -          | -          | 38     | 0      |
| 2017–18               | «Кілмарнок»           | ШП                    | 38        | 0         | КШ+КЛ              | 3+4                | 0                  | -                    | -                    | -                    | -          | -          | -          | 37     | 0      |
| 2018–19               | «Кілмарнок»           | ШП                    | 36        | 1         | КШ+КЛ              | 2+3                | 0                  | -                    | -                    | -                    | -          | -          | -          | 5      | 0      |
| серп.-вер. 2019       | «Кілмарнок»           | ШП                    | 2         | 0         | КШ+КЛ              | 0+1                | 0                  | ЛЄ                   | 2                    | 0                    | -          | -          | -          | 5      | 0      |
| Усього за «Кілмарнок» | Усього за «Кілмарнок» | Усього за «Кілмарнок» | 111+1     | 1         |                    | 17                 | 0                  |                      | 2                    | 0                    |            | -          | -          | 131    | 1      |
| вер. 2019–20          | «Селтік»              | ШП                    | 12        | 0         | КШ+КЛ              | 2+0                | 0                  | ЛЄ                   | 2                    | 0                    | -          | -          | -          | 16     | 0      |
| 2020–21               | «Селтік»              | ШП                    | 26        | 0         | КШ+КЛ              | 1+0                | 0                  | ЛЧ+ЛЄ                | 2+3                  | 1+0                  | -          | -          | -          | 5      | 1      |
| Усього за «Селтік»    | Усього за «Селтік»    | Усього за «Селтік»    | 38        | 0         |                    | 3                  | 0                  |                      | 7                    | 1                    |            | -          | -          | 48     | 1      |
| Усього за кар'єру     | Усього за кар'єру     | Усього за кар'єру     | 149+1     | 1         |                    | 20                 | 0                  |                      | 9                    | 1                    |            | -          | -          | 179    | 2      |